# 伊利澤-威德曼炸彈測試問題

伊利澤-威德曼炸彈測試問題示意圖： A是光源，B是檢驗炸彈， C與D是光子探測器。在左下角與右上角的鏡子是分束器，其前面分別為朝左上方與右下方。

伊利澤-威德曼炸彈測試問題（英語：Elitzur-Vaidman bomb testing problem）在量子力學裏是指由阿舍朗·伊利泽與列夫·威德曼於1993年提出的思想實驗，其使用零作用測量來檢試一個物體是否處於某位置。「零作用測量」是一種量子測量，其能夠探測物體是否存在於某位置，而又不與該物體發生相互作用。
奧地利因斯布魯克大學的安東·蔡林格、保羅·奎艾特（Paul Kwiat）、哈勞德·溫弗特（Harald Weinfurter）、湯瑪斯·荷紹葛（Thomas Herzog）與美國史丹佛大學的馬克·凱瑟威（Mark Kasevich）於1994年成功體現這思想實驗。在這實際實驗裏，馬赫-曾德爾干涉儀被用來檢試一個物體是否存在，而又不與該物體發生相互作用。

## 問題詳述
假設在武器庫裏有一堆炸彈，其中有一些是可爆彈，另外有一些是不爆彈。在每一枚可爆彈裏都裝有「光子觸發感應器」，當感測到光子時會引發爆炸。由於不爆彈沒有光子觸發感應器，不會與光子相互作用，因此不能感測到光子，也不會發生爆炸。伊利澤與威德曼提出疑問：有沒有辦法在這些炸彈中辨識出一些可爆彈，而不引起所有可爆彈發生爆炸？在經典力學裡，這是不可能達成的任務；但在量子力學裡，使用零作用測量可以給出解答。
在經典力學裡，測量儀器與被測量物體之間的相互作用可以被視為減縮至任意微小，因此可以被忽略。在量子力學，這是不被容許的，不確定性原理闡明，對於粒子位置的測量不可避免地攪擾了粒子的動量，反之亦然。這結論可以從海森堡顯微鏡實驗與多普勒速率表實驗獲得:8-11:281-283照此看來，似乎在任何測量的動作裡，測量儀器都必須與被測量的粒子發生相互作用。然而，伊利澤-威德曼思想實驗的測量方法可以避免發生相互作用，這種測量是一種零作用測量。

## 工作原理
這實驗使用的主要儀器是馬赫-曾德爾干涉儀與發射單獨光子的光源。在馬赫-曾德爾干涉儀裡有兩個分束器（半反半透鏡，半反射、半透射的鏡子），其透射率與反射率相同，分別為50%。如圖所示，當光源A發射出的光子抵達分束器時，光子的機率波會被分束器分成兩個部分：反射部分（波函數標記為 {\displaystyle \psi _{1}} ）與透射部分（波函數標記為 {\displaystyle \psi _{2}} ）。每一個部分都會被在其移動路途中的鏡子反射，然後在第二個分束器又進一步分成兩個部分，最後分別被探射器C、D吸收。注意到光子都可以通過兩條不同路徑抵達任何探測器，而且無法判斷光子會通過哪條路徑，因此會發生干涉現象，每一個探射器所吸收的光子，其波函數都是 {\displaystyle \psi _{1}} 與 {\displaystyle \psi _{2}} 的量子疊加。通過調整兩條路徑的徑程，可以改變量子疊加態的相對相位，從而因為相長干涉而使得探射器C測得所有的光子，又因為相消干涉而使得探射器D觀測不到任何光子。
假設保持實驗設置不變，只將其中一條路徑切斷，則光子通過這條路徑不能抵達第二個分束器，光子必需通過另外一條路徑才能抵達第二個分束器，所以，探測器C、D測得光子的機率相同，都是25%。值得注意的是，只當有一條路徑被切斷時，探測器D才會測得粒子，否則，探測器D觀測不到任何粒子。
波粒二象性是光的一種內秉性質，由於這種性質，才會出現上述狀況。當干涉儀內有兩種可供光傳播的路徑，而且無法判斷光到底會選擇哪條路徑傳播之時，光會展示出波動性質，從而導致干涉現象。當干涉儀內只有一條可供光傳播的路徑之時，光會展示出粒子性質，因此干涉現象會消滅殆盡。

### 解答分析
假設置放一枚炸彈於位置B（下路徑）。
- 假若炸彈是不爆彈，則這等於沒有置入炸彈的狀況，光子移動於兩條路徑的部分會相互干涉。由於相長干涉，探射器C會測得所有的粒子，又因為相消干涉，探射器D測量不到任何粒子。
- 假若炸彈是可爆彈，而且光子選擇下路徑，則光子會被吸收，因此引發爆炸，機率為50%。假若炸彈是可爆彈，而且光子選擇上路徑，則探測器C或探測器D觀測到光子的機率分別為25%，而且它們不會同時觀測到光子。

總結以上分析，可以得到一些結果：
- 假若探測器C觀測到光子，則炸彈可能是可爆彈，也可能是不爆彈，無法判定到底是哪一種。假若探測器D觀測到光子，則炸彈是可爆彈。
- 假若炸彈是可爆彈，則炸彈被引爆的機率是50%，探測器C探測到光子的機率是25%（但由於當炸彈是不爆彈時，探測器C也可探測到光子，因此無法判定這炸彈是可爆彈還是不爆彈），探測器D探測到光子的機率是25%（判定這炸彈是可爆彈）
- 使用這方法，所有可爆彈的25%會被判定為可爆彈，並且不會被引爆，但另外50%會被引爆，還有25%無法被判定。按照這方法重複測試，所有可爆彈的33%可以被判定為可爆彈，並且不會被引爆。[1]

## 實際實驗
1994年，安東·蔡林格實驗團隊設計出體現這思想實驗的實際實驗，證實零作用測量（在不接觸到檢驗物體的前提下，探測這物體）確實可行。
1996年，保羅·奎艾特實驗團隊對於這實驗加以改良，應用量子芝諾效應（quantum zeno effect），可以將產額率提升至100%。

## 量子力學意涵
按照哥本哈根詮釋，不被觀測的粒子不具任何物理性質。換句話說，物理性質的客觀實在與觀測有關，不被觀測的物體不具有物理性質。帕斯庫爾·約當強調，「觀測不只攪擾了被測量的性質，它們造成了這性質……我們自己造成了測量的結果。」理查·費曼在著作《費曼物理學講義》裡提出一個問題：假若有一棵樹在森林裡倒下而沒有人在附近聆聽，它會不會發出聲音？費曼本人認為倒下的樹當然會發出聲音。但是，有很多其他人士持有不同的意見。:81按照伊利澤-威德曼炸彈測試問題的分析，費曼所提出來的問題應該反過來表述：只要有人在森林裡聆聽，則必定會聽到在附近倒下的樹所發出的聲音，即使樹尚未倒下。:第60分鐘

## 參閱
- 莫特問題
- 反事實確定性（Counterfactual definiteness）
- 零作用測量（interaction-free measurement）
- 任寧格實驗（Renninger experiment）
- 局部性原理